# Елмер Лак
Елмер Лак (англ. Elmer Lach, нар. 22 січня 1918, Нокоміс — пом. 4 квітня 2015, Кіркленд) — канадський хокеїст, що грав на позиції центрального нападника.
Член Зали слави хокею з 1966 року. Володар Кубка Стенлі. Провів понад 700 матчів у Національній хокейній лізі. 
У грудні 2009 клуб «Монреаль Канадієнс» закріпив за ним 16 номер.

## Ігрова кар'єра
Хокейну кар'єру розпочав 1935 року.
Усю професійну клубну ігрову кар'єру, що тривала 15 років, провів, захищаючи кольори команди «Монреаль Канадієнс».
Загалом провів 740 матчів у НХЛ, включаючи 76 ігор плей-оф Кубка Стенлі.

## Нагороди та досягнення
- Володар Кубка Стенлі в складі «Монреаль Канадієнс» — 1944, 1946, 1953.
- Перша команда всіх зірок НХЛ — 1945, 1948, 1952.
- Друга команда всіх зірок НХЛ — 1944, 1946.
- Пам'ятний трофей Гарта — 1945.
- Трофей Арта Росса — 1948.

Входить до числа 100 найкращих гравців НХЛ за версією журналу The Hockey News під 68-м номером.

## Статистика
| Сезон        | Клуб                 | Ліга         | Регулярний сезон | Регулярний сезон | Регулярний сезон | Регулярний сезон | Регулярний сезон | Плей-оф | Плей-оф | Плей-оф | Плей-оф | Плей-оф |
| Сезон        | Клуб                 | Ліга         | І                | Г                | П                | О                | ШХ               | І       | Г       | П       | О       | ШХ      |
| ------------ | -------------------- | ------------ | ---------------- | ---------------- | ---------------- | ---------------- | ---------------- | ------- | ------- | ------- | ------- | ------- |
| 1935–36      | «Реджайна Ебботт»    | СЮХЛ         | 2                | 0                | 1                | 1                | 2                | 4       | 3       | 0       | 3       | 6       |
| 1936–37      | «Вейбурн Біверс»     | ССХЛ         | 23               | 16               | 6                | 22               | 27               | 3       | 0       | 1       | 1       | 4       |
| 1937–38      | «Вейбурн Біверс»     | ССХЛ         | 23               | 12               | 12               | 24               | 44               | 3       | 2       | 1       | 3       | 0       |
| 1938–39      | «Мус Джо»            | ССХЛ         | 29               | 17               | 20               | 37               | 23               | 10      | 6       | 4       | 10      | 8       |
| 1939–40      | «Мус Джо»            | ССХЛ         | 30               | 15               | 29               | 44               | 20               | 8       | 5       | 9       | 14      | 12      |
| 1939–40      | «Мус Джо»            | Кубок Аллана | —                | —                | —                | —                | —                | 3       | 1       | 1       | 2       | 4       |
| 1940–41      | «Монреаль Канадієнс» | НХЛ          | 43               | 7                | 14               | 21               | 16               | 3       | 1       | 0       | 1       | 0       |
| 1941–42      | «Монреаль Канадієнс» | НХЛ          | 1                | 0                | 1                | 1                | 0                | —       | —       | —       | —       | —       |
| 1942–43      | «Монреаль Канадієнс» | НХЛ          | 45               | 18               | 40               | 58               | 14               | 5       | 2       | 4       | 6       | 6       |
| 1943–44      | «Монреаль Канадієнс» | НХЛ          | 48               | 24               | 48               | 72               | 23               | 9       | 2       | 11      | 13      | 4       |
| 1944–45      | «Монреаль Канадієнс» | НХЛ          | 50               | 26               | 54               | 80               | 37               | 6       | 4       | 4       | 8       | 2       |
| 1945–46      | «Монреаль Канадієнс» | НХЛ          | 50               | 13               | 34               | 47               | 34               | 9       | 5       | 12      | 17      | 4       |
| 1946–47      | «Монреаль Канадієнс» | НХЛ          | 31               | 14               | 16               | 30               | 22               | —       | —       | —       | —       | —       |
| 1947–48      | «Монреаль Канадієнс» | НХЛ          | 60               | 30               | 31               | 61               | 72               | —       | —       | —       | —       | —       |
| 1948–49      | «Монреаль Канадієнс» | НХЛ          | 36               | 11               | 18               | 29               | 59               | 1       | 0       | 0       | 0       | 4       |
| 1949–50      | «Монреаль Канадієнс» | НХЛ          | 64               | 15               | 33               | 48               | 33               | 5       | 1       | 2       | 3       | 4       |
| 1950–51      | «Монреаль Канадієнс» | НХЛ          | 65               | 21               | 24               | 45               | 48               | 11      | 2       | 2       | 4       | 2       |
| 1951–52      | «Монреаль Канадієнс» | НХЛ          | 70               | 15               | 50               | 65               | 36               | 11      | 1       | 2       | 3       | 4       |
| 1952–53      | «Монреаль Канадієнс» | НХЛ          | 53               | 16               | 25               | 41               | 56               | 12      | 1       | 6       | 7       | 6       |
| 1953–54      | «Монреаль Канадієнс» | НХЛ          | 48               | 5                | 20               | 25               | 28               | 4       | 0       | 2       | 2       | 0       |
| Усього в НХЛ | Усього в НХЛ         | Усього в НХЛ | 664              | 215              | 408              | 623              | 478              | 76      | 19      | 45      | 64      | 36      |